# Mária Hájková
Mária Hájková, provdaná Mária Mihálková (18. ledna 1920 Nové Sady – 28. května 1989 Bratislava), byla slovenská herečka.

## Herectví
V roce 1939 vystudovala hudební a dramatickou akademii a v témže roce, jako členka činohry začala působit v SND (do roku 1945) a poté od 1946 v Nové scéně v Bratislavě až do roku 1979, kdy odešla do důchodu. Kromě mnoha divadelních rolí je také známa z televizní obrazovky.